# Gallup
Gallup (in navajo: Naʼnízhoozhí; in zuni: Kalabwaki) è una città della contea di McKinley, Nuovo Messico, Stati Uniti, con una popolazione di 21 605 abitanti secondo il censimento del 2020. Una percentuale sostanziale della sua popolazione è composta da nativi americani, principalmente appartenenti alle tribù Navajo, Hopi e Zuni. Gallup è il capoluogo della contea di McKinley e la città più popolosa tra Flagstaff e Albuquerque, lungo la storica U.S. Route 66.
La città è stata fondata nel 1881 come capolinea della Atlantic and Pacific Railroad e prende il nome da David Gallup, uno degli investitori della ferrovia. Si trova sulla Trails of the Ancients Byway, una delle New Mexico Scenic Byways. A causa del terreno secco e arido nelle vicinanze, era una località popolare negli anni 1940 e 1950 per i film western di Hollywood.

## Geografia fisica
Secondo l'Ufficio del censimento degli Stati Uniti, ha una superficie totale di 18,91 mi² (48,98 km²).

## Storia
Gallup è stata fondata nel 1881 come capolinea della Atlantic and Pacific Railroad. La città prende il nome da David Gallup, un imprenditore della Atlantic and Pacific Railroad. 
Durante la seconda guerra mondiale, la città ha lottato per impedire che 800 residenti nippo-americani venissero internati nei campi di concentramento, è stata l'unica città nel Nuovo Messico a farlo.
Gallup è conosciuta come il "cuore del paese indiano" o "il cuore degli indiani" perché si trova ai confini della riserva Navajo e ospita anche membri di molte altre tribù.

## Società

### Evoluzione demografica
Secondo il censimento del 2020, la popolazione era di 21 899 abitanti.